# Maxwell Jones
Maxwell Jones é um psiquiatra sul-africano (4 de janeiro de 1907 - 1990), radicado no Reino Unido, considerado ser o criador do conceito de comunidade terapêutica.
Apesar do nome ser utilizado pela primeira vez por Tom Main, em 1946, é creditado a Maxwell Jones o desenvolvimento do modelo inovador de tratamento psiquiátrico que substituiu o antigo conjunto de normas rígidas e eletrochoques por psicodramas, discussões sociais, filmes educacionais e opiniões sobre a vida em comunidade. Jones acreditava que assim criava o ambiente terapêutico ideal para beneficiar a recuperação do indivíduo, despertando um processo contínuo de reinserção e reeducação sociais.
Este modelo se provou particularmente eficaz para o tratamento e recuperação da dependência química, alcoolismo e abuso de drogas, quando o conceito de doença foi substituído por controle. Assim, o dependente químico deixou de ser doente para ser alguém que carecia de controle no ímpeto do uso da substância.
A base do trabalho de Maxwell Jones é a “aprendizagem social”, termo que descreve o pouco compreendido processo de mudança iniciado na pessoa, que resulte da interação interpessoal após a análise em grupo de seus conflitos e crises. O processo costuma ser complicado e lento, uma vez que todo conhecimento prévio deve ser desaprendido para que novos padrões comportamentais mais positivos sejam internamente assimilados e adotados.

## Biografia
Maxwell Jones nasceu em 4 de janeiro de 1907, na África do Sul. Era o caçula de 3 irmãos. Aos 5 anos de idade, perdeu o pai, devido a problemas relacionados ao alcoolismo. Sua mãe optou por não voltar aos EUA, onde ela havia nascido, e resolveu se mudar com a família para Edimburgo, Escócia.
Ao terminar os estudos do ensino médio, Maxwell tem o sonho de mudar para o Quênia e ser plantador de café. Mas, por não encontrar ninguém que o auxiliasse a perseguir este sonho, ele resolve então ser psiquiatra, pois está cada vez mais interessado em comportamento humano.
Então, ele ingressa na Universidade de Edimburgo, onde recebe medalha de ouro, em 1930, por seu trabalho sobre os efeitos dos carboidratos nos neurotransmissores. Sobre o curso, o próprio Maxwell afirma: “todos os oito anos gastos no curso de medicina e no trabalho em hospitais foram, francamente, um pesadelo. Eu odiava lidar com sofrimento físico com a tal indiferença profissional”.
Posteriormente, Maxwell foi chamado para ser assistente do Dr. David Henderson, professor de psiquiatria da Universidade de Edimburgo. Na época, Maxwell estava infeliz com a maneira que era pressionado a atuar na forma tradicional de psiquiatria. O Dr. Henderson insistentemente aconselhava que Maxwell pesquisasse os aspectos bioquímicos e endocrinológicos em relação à psiquiatria, e na década de 30 Jones produz diversos artigos dessa natureza.
Em 1936, Maxwell recebe uma bolsa de estudos da Universidade da Pensilvânia, e se muda aos EUA, onde trabalha com um especialista em química enzimática e um biólogo. A partir dessa cooperação, Maxwell chega a própria conclusão que a maneira ideal de lidar com distúrbios psiquiátricos não era o tratamento com remédios.
Em 1938, ele retorna ao Reino Unido e começa a trabalhar no Maudsley Hospital, na Inglaterra. Este hospital foi fechado após o início da II Guerra Mundial e toda a equipe é divida entre 2 hospitais temporários emergenciais, montados para tratar soldados mentalmente doentes para que eles se tornassem aptos a lutar na guerra. Em um desses hospitais emergenciais, houve uma tentantiva de mudar o domínio do modelo médico presente e a condição passiva do paciente para o que pode ser descrito como os primórdios da comunidade terapêutica.

## Desenvolvimento do modelo de comunidade terapêutica
Inicialmente, este hospital era administrado por um conjunto rígido de normas tradicionais. No entanto, as circunstâncias provocadas pela Guerra fizeram com que a Inglaterra convocasse todas as mulheres inglesas a servirem de alguma maneira a seu país. Muitas delas – cultas, diplomadas e inclusive artistas – escolheram a enfermagem para servir à Inglaterra, e algumas foram parar neste hospital. 
Durante um projeto de pesquisa extensiva realizada com todos os 100 pacientes deste hospital, Maxwell descobriu que o conjunto de sintomas dos pacientes eram reações somatórias de conflitos psicológicos (psicossomáticos) ao estresse, sem qualquer relação biológica associada. Jones decidiu que todos deveriam ser informados do resultado da pesquisa.
Entretanto, no modelo tradicional não havia quase nenhuma comunicação entre médico e paciente, e entre médicos e enfermeiros. O fato de ele comunicar o resultado da pesquisa a todo o grupo de pacientes e enfermeiros iniciou uma grande mudança na estrutura social do hospital. 
Ao solicitar a ajuda das enfermeiras – cultas, diplomadas e artistas – para comunicar os resultados da pesquisa a um grupo de pacientes, idéias surgiram de estimular a representação dramática da situação para gerar espontaneamente a discussão dos sentimentos dos pacientes. Assim, eles criaram o chamado psicodrama, técnica criada por volta da mesma época em que Jacob Levy Moreno deu o nome a esta forma de terapia. 
Além disso, a cooperação mútua na realização das tarefas rotineiras e o tratamento médico criaram um ambiente terapêutico favorável para situações de recuperação de quadros clínicos que não eram obtidos por meio da psiquiatria tradicional.

## Conclusões do modelo de comunidade terapêutica
1. O tratamento do paciente é visto como um processo contínuo. Não somente a entrevista com o médico é visto por terapia, mas gradualmente atenção é dada às reações do paciente ao o que ocorre à sua volta.
2. Para que possam ser devidamente realizadas estas observações às reações, a estrutura social do hospital deverá ser mudada. A antiga hierarquia é substituída por comunicação livre entre médicos, enfermeiros, freiras e pacientes.
3. É enfocada a atenção à integração do paciente à sociedade, para que ele se adapte ao dia-a-dia sem estresse após o período de internação.

Então, percebeu-se que comunidades terapêuticas (CTs) estimulavam a convivência social, a cooperação, a redefinição do papel do indivíduo na sociedade e suas responsabilidades para a boa interação com o grupo, fundamentais para quem sofria de distúrbios psicológicos.
Durante a década de 50, houve um movimento de inclusão de muitas dependências ao cenário clínico, e o acompanhamento programado e sistemático dos residentes propiciou maior importância às CTs.
Paralelamente ao trabalho de Maxwell Jones realizado na Inglaterra, nos EUA, Charles Dederick, que teria sido membro dos Alcoólicos Anônimos (AA) iniciou seu programa denominado Synanon, em 1958. Utilizando recursos do movimento dos Alcoólicos Anônimos (AA), como os 12 Passos, o programa trazia os conceitos básicos do aprendizado residente de Jones, mas adicionava a disciplina e a objetividade ao modelo. 
A Synanon foi o primeiro modelo residencial para recuperação do alcoolismo do mundo, porém não é considerada uma Comunidade Terapêutica devido à metodologia utilizada.. A equipe operacional era composta, em sua maioria, de antigos dependentes químicos.
Por ser tão dinâmica quanto às sociedades modernas mundiais, as CTs sofrem constantes revisões em sua metodologia para se adaptar às necessidades mutantes dos novos residentes e da complexidade do tratamento do abuso de álcool e drogas no cenário social.
Maxwell Jones faleceu em 1990